# フランツヨーゼフ・マイアー
フランツヨーゼフ・マイアー（Franzjosef Maier, 1925年4月27日 - 2014年10月16日）は、ドイツのヴァイオリン奏者。
メミンゲンの生まれ。幼少期からピアノ、ヴァイオリンやヴィオラに親しむ。1938年にアウクスブルクの音楽院に入学し、ミュンヘン音楽院にも通った後、1940年から1944年にクルト・トーマスが校長を務めるフランクフルトの音楽学校でヴィルヘルム・イッセルマンにヴァイオリンを学んだ。1946年から1948年まではケルン音楽院に行き、フィリップ・ヤルナッハに音楽理論を教わっている。1948年には北西ドイツ放送のコレギウム・ムジクムの結成に参加。1949年からデュッセルドルフのロベルト・シューマン音楽院でヴァイオリンを教え、1959年からケルン音楽院のヴァイオリン講師に転出。1964年に同音楽院の教授に昇格し、コレギウム・アウレウム合奏団のコンサートマスターも務めた。
ベルギッシュ・グラートバッハにて没。